# Iceberg A-23a

Imatgeria de l'iceberg A-23, presa pel Landsat 5 del Servei Geològic dels Estats Units el 10 de novembre del 1986, mesos després que es fragmentara de la barrera de gel Filchner-Ronne. També hi apareixen indicats els icebergs A-22, A-24 i A-25 i la ubicació de l'estació científica soviètica Drújnaia-1.

L'A-23a és un iceberg de grans dimensions, descrit científicament com el més gros del món durant uns anys. És el fragment resultant de l'iceberg A-23, que es va desprendre de la barrera de gel Filchner-Ronne de l'Antàrtida l'any 1986.
Després d'haver romàs encallat en el fons marí durant més de tres dècades en la mar de Weddell i d'haver provocat l'afonament de la base Drújnaia-1, reallotjada posteriorment, es va començar a desplaçar novament a mitjan 2020 i va prendre moviment continu cap a l'Oceà Antàrtic en la fi de 2023. Es va predir que circularia cap al corrent circumpolar antàrtic fins a fondre's completament. Tanmateix, del 2024 ençà ha començat a girar sobre si mateix en la mateixa posició al nord de les Illes Òrcades, en un indret conegut com a Banc de Pirie, en el qual flota sense haver-se encallat al llit marí.

## Característiques
La base mòbil científica Drújnaia-1, establerta en 1975 per la Unió Soviètica, estava situada sobre l'extensió de l'actual iceberg, però va desaparéixer sota el mar quan eixe fragment de gel de l'iceberg es va trencar i es va afonar l'agost de 1986. Una missió de rescat del 1987 va permetre que el vaixell Capità Kondràtiev en trobara les estructures i les recuperara cap a la superfície; l'equipament va conformar la nova base Drújnaia-3 en un altre indret i fins a la seua clausura en 1991.

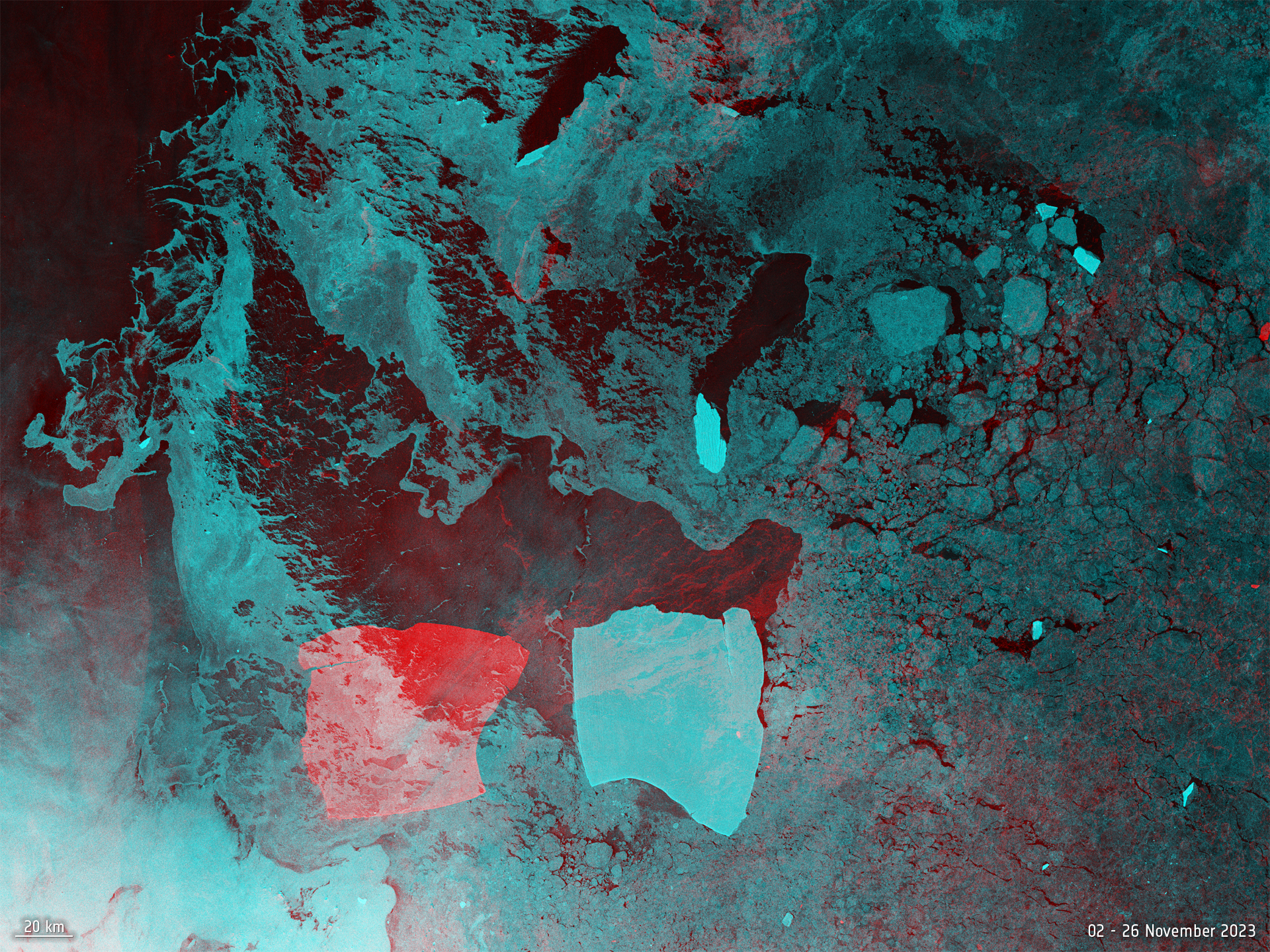
Imatgeria presa pel satèl·lit Sentinel-1, de l'Agència Espacial Europea, que mostra el desplaçament i la rotació de l'A-23a entre el 2 de novembre (blau) i el 26 de novembre (roig) del 2023.

Inusual atés que els icebergs solen fondre's en qüestió de setmanes o mesos, l'A23 —posteriorment A-23a— ha tingut una llarga estabilitat posicional i la seua àrea és d'uns 3.900 km². Estes dimensions el van convertir en l'iceberg més gros de la Terra, fins que l'any 2000 va ser superat pel B-15 (11.000 km²) i, quan es va fondre, una altra volta en 2020 per la creació de l'A-76 (4.300 km²). El juny d'aquell mateix any, la Prospecció Antàrtica Britànica ja en va detectar el primer moviment.
Després de descobrir la seua pèrdua estàtica inicial, com a membre del grup dels icebergs gegants es va calcular la seua ràtio de desintegració (és a dir, de fusió del gel) a un ritme proper al 0,09% diari (un ~28% anual). Tres anys després, el novembre de 2023, els estudis de rastreig van detectar que s'havia començat a desplaçar més enllà de la punta nord de la península Antàrtica i que es dirigia cap a l'Oceà Antàrtic. Durant els darrers anys, l'aprimament de la seua superfície hauria contribuït a fer que perdera adherència i lliscara més fàcilment, empés per la força del vent i del corrent oceànic.
Les aproximacions científiques consideren que el seu destí és acabar, com altres macroestructures de gel similars, en el corrent circumpolar antàrtic i acabar fonent-s'hi a mitjà termini. Es va especular que si acabara en l'illa de Geòrgia del Sud, açò podria comportar problemes per a la cerca d'aliment i les rutes migratòries de les espècies de pingüins, foques i aus marines. L'estiu del 2024, en contra de les prediccions inicials, les imàtgens satel·litàries van confirmar que no només no s'havia desplaçat de la seua posició, sinó que havia romàs girant sobre si mateix al nord de les Illes Òrcades. Este comportament, explicat per la dinàmica de fluids dels corrents marítims quan troben obstacles al llit marí, fa que este bloc massiu de gel, que es troba un km sobre el fons oceànic, començara a girar 15º diaris en sentit antihorari.
Es creu que la situació giratòria de l'A-23a podria romandre idèntica encara alguns anys. Siga com siga, la dissolució del gel i els seus sediments en els corrents oceànics és valorada positivament en l'aportació nutricional de la cadena tròfica tot i que alhora s'espera que, en fondre's, esta mena de blocs contribuïsca en la pujada del nivell del mar.